# Foxrock
Foxrock is een plaats in het Ierse graafschap Dun Laoghaire-Rathdown. De plaats telt 11.566 inwoners.

## Geboren
- Samuel Beckett (1906-1989), schrijver, dichter en Nobelprijswinnaar (1969)